# Соня (имя)
Русское имя 
 Соня 
 Я дал дочурке своей.
 И радостно так бывает 
 Порой окликнуть её.
Со́ня (англ. Sonya; Sonia и Sonja) — женское русское личное имя, с XX века также распространено за рубежом.
В «Словаре русских личных имён» Н. А. Петровского имя Соня указано как производное от имени Софья, а также от женских имён Соломонида и Соломония. Также считается, что имя Соня произошло от имени София, которое имеет деривационную цепочку Соня — Сонечка — Сонька. Может быть краткой формой от имени София.
В отличие от имён Софья и София — имён греческого происхождения, имя Соня — это чисто русское уменьшительное имя.
Как отметила А. В. Суперанская, имя Соня, наряду с некоторыми русскими женскими именами, стало популярным за рубежом, особенно в Бразилии. Имя было распространено в США в 1930—1992 годах, входило в 1000 самых популярных имён девушек, причём в 1936—1979 годах — входило в 500 самых популярных имён девушек, занимая самое высокое место — 180-е в 1938 году.
Причины популярности этого имени за пределами России различны:

Не знаю, кто в Скандинавии первым дал своей дочери имя Соня. Но это случилось в те дни, когда Софья Ковалевская стала профессором Стокгольмского университета. И сам факт этот был необычен, а история её жизни так романтична, что с тех пор именем Ковалевской — не Софья, а уменьшительным Соня — в Скандинавии стали нарекать девочек.— Г. С. Фиш

Соня — это прозвище Софьи, навеянное русской формой этого имени Софья. В начале 1900-х годов Соня сама стала именем. Соня стала более популярной в 1930-х годах, на волне карьеры норвежской фигуристки Сони Хени. (Хотя американцы приняли это имя, они не приняли «j», который стал «y» в английском языке.) Популярность модельера Сони Рикель в 1970-х годах, возможно, будет благодарить за Соню с пиком «i» в этом десятилетии. Какой бы ни была причина её прежней славы, имя Соня постоянно мелькает и в наши дни, что делает его уникальным выбором для родителей, желающих держаться подальше от масс Софий/Софи.
Оригинальный текст (англ.)Sonia is a nickname of Sophia, inspired by the Russian form of that name, Sofya. In the early 1900s, Sonia became a name itself. Sonya became more popular in the 1930s, in the wake of Norwegian figure skater Sonja Henie's career. (Although Americans embraced the name, they did not embrace the j, which became a y in English.) Fashion designer Sonia Rykiel's popularity in the 1970s might be the one to thank for Sonia with an i peaking in that decade. Whatever the reason for her former fame, Sonia is flying just under the radar these days, making it a unique pick for parents wanting to steer clear of the Sophia/Sophie masses.
— Jennifer Griffin - 1,107 Baby Names That Stand the Test of Time - Publisher: Workman Publishing Company, 2014